# Stadtbezirk Scharnhorst
Scharnhorst ist mit etwa 47.000 Einwohnern ein Stadtbezirk in Dortmund. Er befindet sich im Nord-Osten der Stadt.

## Statistik
Zum 31. Dezember 2024 lebten 47.270 Einwohner im Stadtbezirk Scharnhorst.
Struktur der Bevölkerung:
- Bevölkerungsanteil der unter 18-Jährigen: 19,6 % [Dortmunder Durchschnitt: 16,2 % (2018)][2]
- Bevölkerungsanteil der mindestens 65-Jährigen: 21,0 % [Dortmunder Durchschnitt: 20,2 % (2018)][3]
- Ausländeranteil: 22,9 % [Dortmunder Durchschnitt: 22,3 % (2024)][4]
- Arbeitslosenquote: 12,1 % [Dortmunder Durchschnitt: 11,0 % (2017)][5]

Der Stadtbezirk weist in sozio-ökonomischer Hinsicht sehr unterschiedliche Stadtteile auf. Als Teil des tendenziell ärmeren Dortmunder Nordens umfasst der Stadtbezirk, ähnlich wie die anderen äußeren nördlichen Dortmunder Stadtbezirke Eving und Mengede viele Stadtteile mit hohen Arbeitslosenquoten und niedrigen Einkommensdurchschnitten. Dies trifft insbesondere auf die Großwohnsiedlung Scharnhorst-Ost und den Stadtteil Derne zu. Jedoch liegen mit den Stadtteilen Kurl, Husen und Grevel, sowie dem Süden von Lanstrop auch einige wohlhabende Gebiete im Stadtbezirk, mit relativ niedrigen Arbeitslosenquoten und hohen Einkommensdurchschnitten.

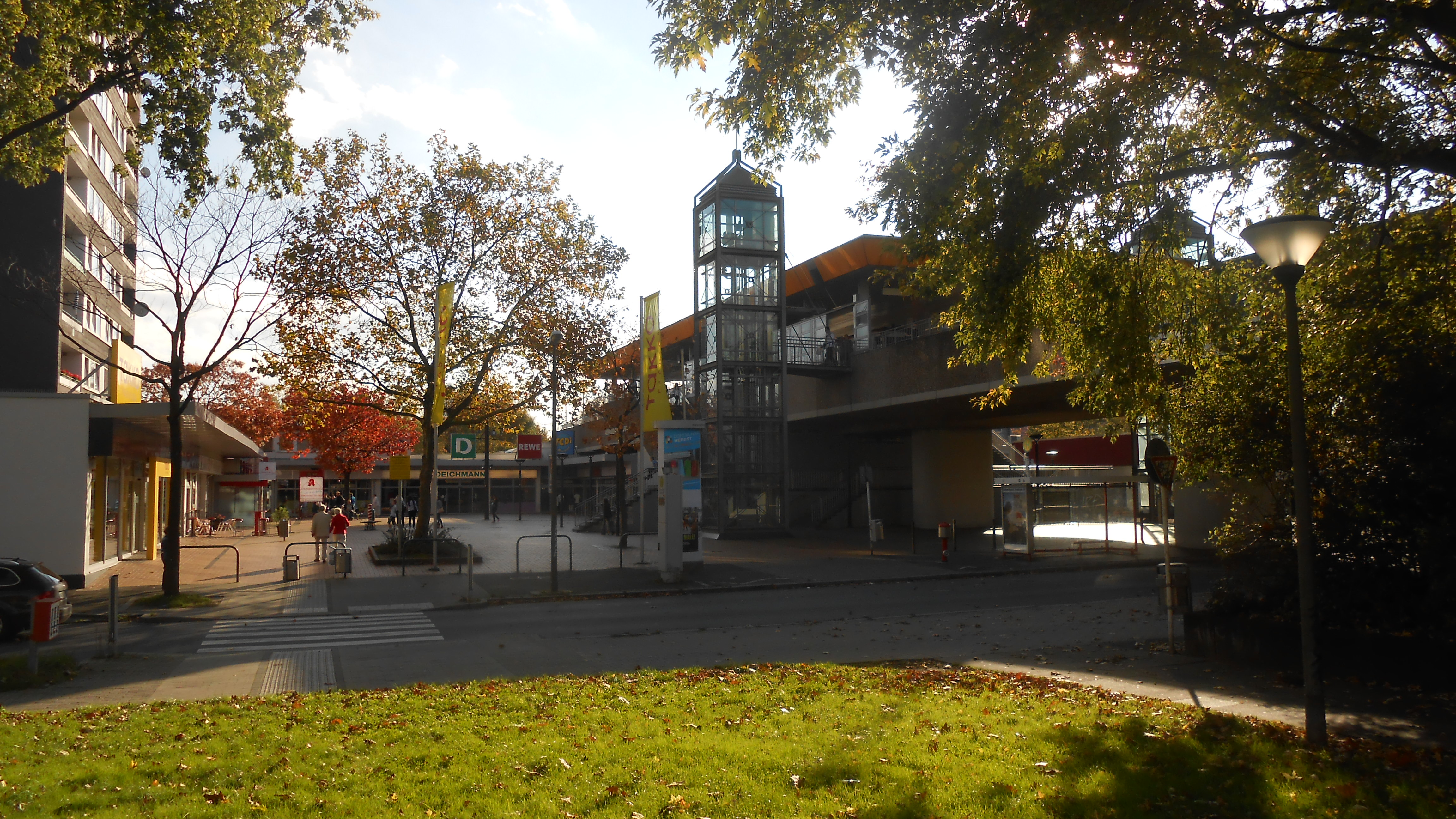
Im Zentrum von Neu-Scharnhorst

## Geographisches
Der Stadtbezirk Scharnhorst befindet sich im Nordosten Dortmunds auf einer Höhe von 71 m ü. NN und grenzt im Norden an die Stadt Lünen sowie im Osten an die Stadt Kamen. Scharnhorst grenzt an die Stadtbezirke Eving im Westen, Innenstadt-Nord im Südwesten und Brackel im Süden.
Der Stadtbezirk Scharnhorst umfasst folgende Stadtteile:
- Alt-Scharnhorst
- Derne
- Fleier
- Grevel
- Hostedde
- Husen
- Kirchderne
- Kurl
- Lanstrop
- Scharnhorst-Ost

Mit 31,44 km² Fläche ist Scharnhorst der zweitgrößte Dortmunder Stadtbezirk, jedoch weist er mit 45.464 Einwohnern (Stand: 31. Dezember 2007) vergleichsweise wenig Bewohner auf. Daher ist die Einwohnerdichte mit 1446 Einwohner/km² für Dortmund gering.

## Namensherkunft
Der Name leitet sich von der alten Zeche Scharnhorst ab, und damit indirekt von General Gerhard von Scharnhorst, dem Namensgeber der Zeche, welche im August 1901 mit der Förderung von Steinkohle begann.

## Kultur und Sehenswürdigkeiten

### Bauwerke

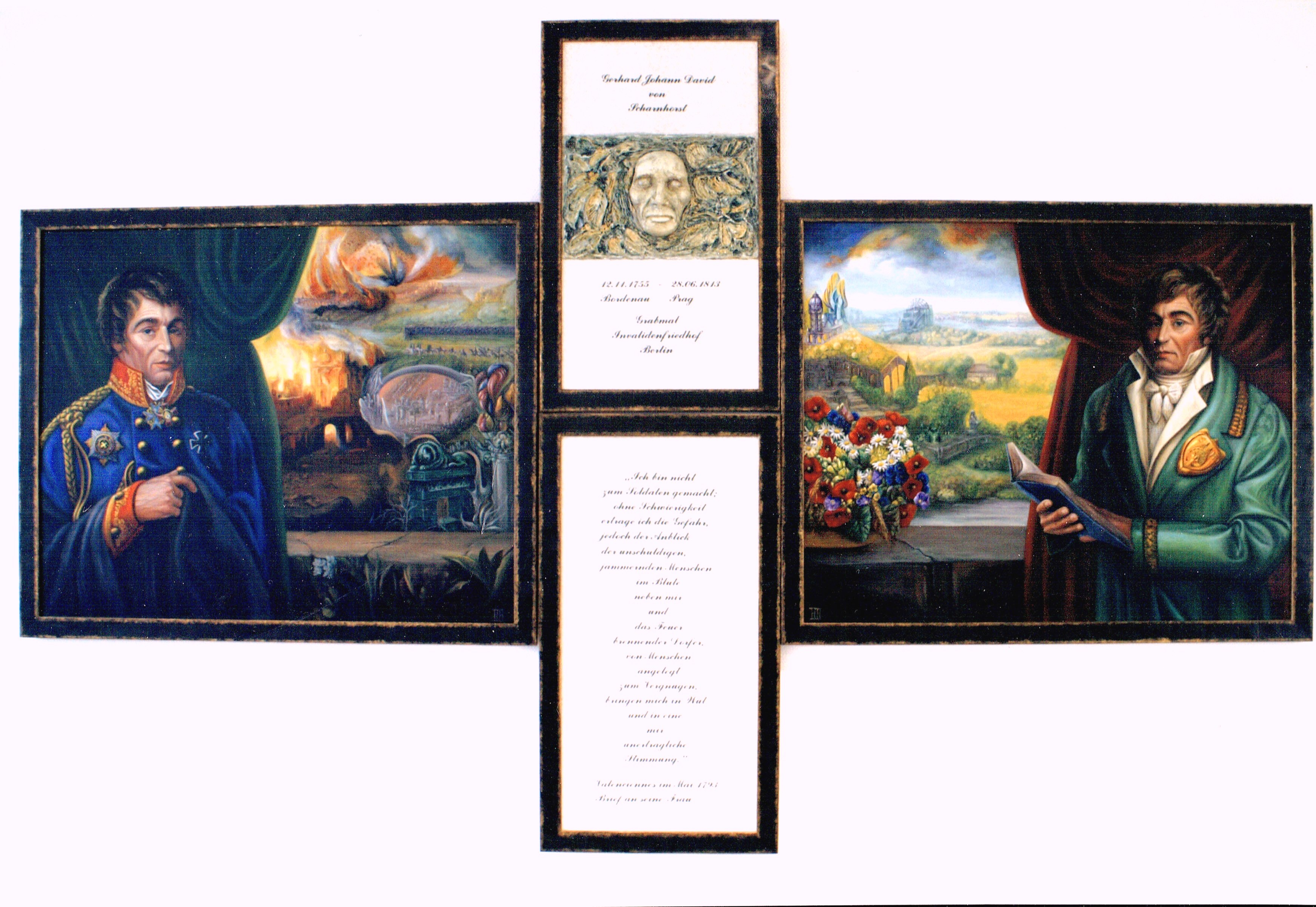
Triptychon zu Ehren des Generals Gerhard Johann David von Scharnhorst.

Die Denkmalliste der Stadt Dortmund umfasst im Stadtbezirk Dortmund-Scharnhorst 34 Baudenkmale, darunter zehn landwirtschaftliche Gebäude, je fünf Wohnhäuser oder Wohnsiedlungen und Wohn- und Geschäftshäuser, je vier Sakralbauten, Kleindenkmale und Industrieanlagen sowie je einen Adelssitz und eine Verkehrsanlage.

### Sehenswürdigkeiten
Anlässlich des 250. Geburtstags des Namensgebers des Stadtbezirk Scharnhorst wurde ihm zu Ehren ein Triptychon geschaffen, welches am 12. November 2005 im Rahmen eines Festakts im Trauzimmer des Stadtbezirk Scharnhorst enthüllt wurde und dort seinen Platz hat.

## Wichtige Personen
- Kurt Goldstein (geb. 1914 in Scharnhorst; gest. 2007 in Berlin), Journalist und Rundfunkintendant